# 아마드 이븐 야햐 알발라두리
아마드 이븐 야햐 알발라두리(아랍어: أحمد بن يحيى بن جابر البلاذري, Ahmad Ibn Yahya al-Baladhuri)는 9세기 이란의 역사학자였다. 당시 중동에서 가장 저명한 학자였던 그는 대부분의 생애를 바그다드에서 보냈으며 칼리파 알무타와킬에 절대적인 영향을 끼쳤다. 그는 시리아와 이라크를 여행했으며 이를 통해 연구의 많은 부분을 얻었다. 초기 아랍 세계에 대한 연구를 주로 담당했으며 무슬림 세력의 확장에 대한 것도 그의 연구에 포함됐다.

## 생애
페르시아 사람으로서 그는 상당히 아랍인의 기질을 타고난 것으로 보인다. 그는 칼리파 궁정에서 살았으며 알무사틴의 스승이기도 했다. 892년 발라두르라는 약을 잘못 먹고 죽었는데 이 약의 이름은 그의 이름을 딴 것이다.

## 저술
그의 저서 중 가장 큰 영향력을 지닌 것이 있다면 "정복지에 관하여"(فتوح البلدان), "Book of the Conquests of Lands")이며 1916, 1924년 필립 히티가 이를 번역했다. 아라비아반도에서 이집트, 북아프리카, 스페인, 이라크에 이르는 정복사에 대해 적은 책이다.
작품성과 방대함 때문에 후대인들이 그의 작품을 많이 인용했다. "귀족의 혈통"이라는 책도 있는데 이는 자서전적인 것으로 아랍 귀족에 대해 무함마드를 시작으로 적었으며 우마이야 왕조와 아바스 왕조에 대해서도 적었다. 귀족의 혈통은 아랍 귀족들에 대한 미화도 좀 있지만 그들의 혈통적 폐쇄성과 현실성 같은 부분도 나타나는 작품이다. 대부분 칼리파의 통치와 역사에 대해 다룬 것이다.